# Bühren (Wildeshausen)
Bühren ist ein Ortsteil der Stadt Wildeshausen im niedersächsischen Landkreis Oldenburg.

## Geographie
Die Bauerschaft Bühren liegt etwa 6 km südsüdöstlich des Wildeshauser Stadtzentrums an der Hunte und hat 55 Einwohner. Sie gehört zu der das Kerngebiet umgebenden sogenannten Landgemeinde Wildeshausen. Nördlich der Ortschaft Bühren fließt der Lohmühlenbach, ein linker Nebenfluss der Hunte.
Durch den Ort führt die Kreisstraße 248, die Wildeshausen mit Goldenstedt verbindet.

## Baudenkmale
In der Liste der Baudenkmale in Wildeshausen ist für Bühren ein Baudenkmal aufgeführt.